# Speak No Evil (2022)
Speak No Evil (dt.: „Sag nichts Böses“, originaler Titel: Gæsterne, dt.: „Die Gäste“) ist ein dänischer Spielfilm von Christian Tafdrup aus dem Jahr 2022. Der psychologische Horrorfilm stellt eine dänische Familie in den Mittelpunkt, die von einer niederländischen Familie zu einem Urlaubswochenende in ihrem Landhaus eingeladen wird. Bald schon beginnen die Gastgeber die Grenzen ihrer Gäste auszutesten und die Situation eskaliert.
Die Uraufführung des Films fand im Januar 2022 beim 38. Sundance Film Festival statt. Kinostart in Dänemark war der 17. März 2022, in Deutschland am 28. September 2023.

## Handlung
Bjørn und Louise aus Dänemark machen mit ihrer Tochter Agnes Urlaub in der Toskana. Während ihres Aufenthalts freunden sie sich schnell mit dem aus den Niederlanden stammenden Paar Patrick und Karin sowie deren Sohn Abel an. Abel hat eine zu klein geratene Zunge und kann sich deshalb schwer ausdrücken. Monate später erhalten Bjørn und Louise von der niederländischen Familie eine Einladung, sie in ihrem Haus auf dem Land zu besuchen. Die eher konservativen Dänen entscheiden sich daraufhin spontan für einen Kurzurlaub bei Patrick und Karin. Die Gastgeber präsentieren sich als abenteuerlustig und freigeistig, ziemlich schnell ergeben sich allerdings Momente des Unbehagens, z. B. als Patrick der eigentlich vegetarischen Louise ein Stück Braten zum Probieren aufdrängt. Es sind ferner Details, wie die lieblos im Kinderzimmer bereitgestellte Matratze, auf der Agnes übernachten soll, die Louise nicht passen. Die Niederländer beginnen, die Grenzen ihrer dänischen Gäste systematisch auszutesten, während Bjørn und Louise in einem Netz ihrer eigenen zur Schau getragenen Höflichkeit gefangen sind. Eine Einladung zum Essen führt zu Fremdschämmomenten, als Patrick und Karin irgendwann tanzen und sich ungeniert befummeln. Die Heimfahrt wird zum Desaster, als der sichtlich betrunkene Patrick Schlangenlinien fährt und die Musik im Auto viel zu laut aufdreht. Schließlich wollen Bjørn und Louise abreisen, aufgrund eines vermeintlich vergessenen Stofftiers von Agnes kehren sie allerdings um. Wieder bei ihren Gastgebern angekommen, lassen sie sich von Patrick und Karin überreden, zu bleiben.
Erst sind die Wogen geglättet, schnell spitzt sich die Situation wieder zu. Als Bjørn in der Nacht den unbeaufsichtigten Fernseher abstellt, findet er im Dachboden des Hauses eine ganze Reihe von Bildern mit Patrick, Karin, einem anderen Paar und deren Kindern. Das Kind, welches auf den Bildern bei Patrick und Karin steht, ist auf jedem Bild ein anderes, teilweise steht dasselbe Kind auf anderen Fotos bei dem vermeintlich befreundeten Paar. Als Bjørn dann auch noch den ertrunkenen Abel im Pool entdeckt, drängt er Louise zur sofortigen Abreise, jedoch ohne ihr von den Beobachtungen zu erzählen. Sie werden von Patrick und Karin verfolgt und schließlich gestellt. Im weiteren Verlauf wird Agnes die Zunge herausgeschnitten und sie wird gekidnappt. Bjørn und Louise werden von Patrick erschlagen und ihre Leichen in einer Grube neben zwei großen Steinhaufen zurückgelassen.
In der Endsequenz des Filmes sieht man, wie sich Patrick und Karin zum selben Ferienhaus nach Italien begeben, in dem sie Bjørn und Louise kennenlernten. Agnes sitzt mit ihren Stoffhasen auf der Rückbank.

## Entstehungsgeschichte
Gæsterne ist der dritte Spielfilm des überwiegend als Schauspieler tätigen Dänen Christian Tafdrup. Er schrieb das Drehbuch gemeinsam mit seinem Bruder Mads. Es handelt sich um den ersten Genrefilm des Regisseurs, der das Dramagenre mit Gesellschaftskommentar und psychologischem Horror zu verbinden versuchte. Als Produzent fungierte Jacob Jarek (Profile Pictures). Die Produktionskosten wurden mit 2,8 Mio. Euro angegeben. Aufgrund der COVID-19-Pandemie mussten die Dreharbeiten nach Aufnahmen in Dänemark und den Niederlanden zwischenzeitlich unterbrochen werden. Überwiegend wurde Gæsterne in englischer Sprache gedreht. Weitere Aufnahmen sollten nach der Pause in den Niederlanden und in Italien stattfinden.
Das Projekt wurde noch vor Fertigstellung im Januar 2021 beim Nordic Film Market im Rahmen des Göteborg International Film Festivals vorgestellt und war von Verleihern stark umworben. Die Filmrechte wurden in der Folge nach Australien und Neuseeland, die Benelux-Länder, Russland und die Gemeinschaft Unabhängiger Staaten sowie nach Ungarn verkauft.

## Veröffentlichung
Gæsterne erhielt eine Einladung in die Sektion Midnight des Sundance Film Festivals, die u. a. Horrorfilme, Komödien und Werke aufnimmt, die sich jeder Genrezuordnung entziehen. Dort wurde das Werk am 22. Januar 2022 unter dem internationalen Titel Speak No Evil uraufgeführt. Im Programm wurde der Film als „brillant provokatives und brodelndes satirisches Horrorwerk“ angepriesen, das verschiedene Seiten anklage.
Der Kinostart in Dänemark war am 17. März 2022 im Verleih von Nordisk Film. In Deutschland startete der Film am 28. September 2023 in den Kinos.

## Auszeichnungen
Critics’ Choice Super Awards 2023
- Nominierung als Bester Horrorfilm
- Nominierung als Bester Schauspieler in einem Horrorfilm (Fedja van Huêt)[11]

Fangoria Chainsaw Awards 2023
- Nominierung als Bester internationaler Spielfilm[12]

Saturn-Award-Verleihung 2024
- Nominierung als Bester internationaler Film

## Neuverfilmung
Im Herbst 2024 erschien das US-amerikanische Remake Speak No Evil von Regisseur James Watkins mit James McAvoy und Mackenzie Davis in den Hauptrollen.